# Long Gallery

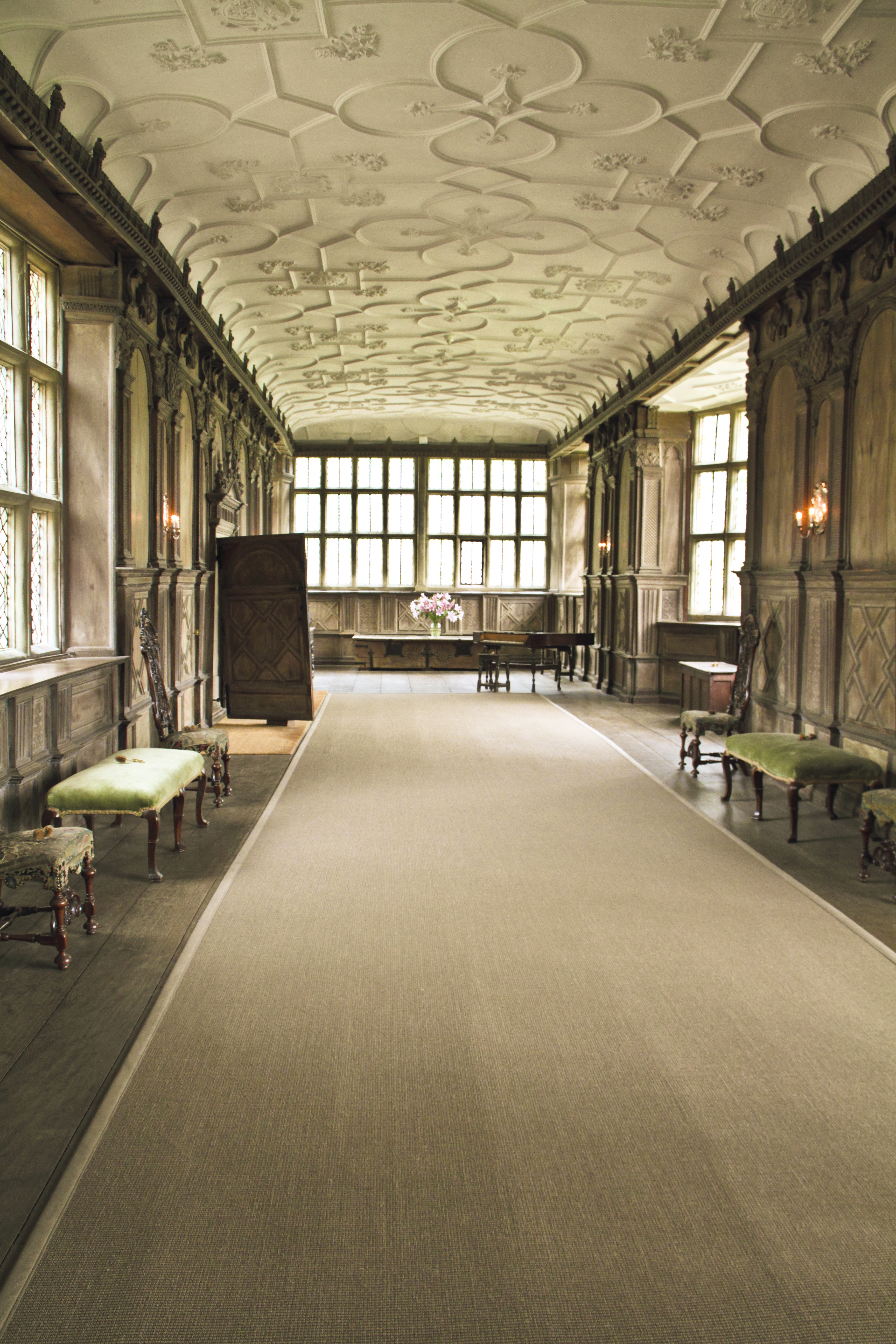
Long Gallery in Haddon Hall

Long Gallery ist die Bezeichnung für eine Sonderform der Galerie in Großbritannien. Sie gilt als ein Kennzeichen der elisabethanischen und jakobinischen Architektur des 16. und 17. Jahrhunderts.
Als Prototyp der Long Gallery gilt die von 1536 bis 1537 errichtete, nicht mehr erhaltene Queen’s Gallery von Hampton Court Palace, die der Königin und ihrem Gefolge ermöglichte, vom Palast aus den Hirschjagden im Park zuzuschauen.  Als im 16. Jahrhundert in den Herrenhäusern der Gentry die große Wohnhalle zunehmend an Bedeutung verlor und nur noch als Eingangshalle diente, erhielten zahlreiche Herrenhäuser eine Long Gallery, die als überdachte Promenade, als Übungsraum für Tanz und Fechten und als gesellschaftlicher Treffpunkt diente. Schon im 16. Jahrhundert wurden sie zudem als Ausstellungsraum für Gemälde, vor allem für Porträts, genutzt.
Die Long Gallery wurde meistens im obersten Stock des Hauses oder eines Flügels erbaut. Anfangs war sie oft in eine enge, geschlossene Galerie und eine offene Loggia unterteilt, später wurde in der Regel nur eine geschlossene Galerie erbaut, die sich über die ganze Länge und oft über die ganze Breite des Hauses bzw. Flügels erstreckte. Damit sie als Promenade bei schlechtem Wetter  dienen konnte, erhielt sie große Fenster, die einen Ausblick auf den Garten und die umgebende Landschaft gewährten. Als älteste erhaltene Long Gallery gilt diejenige von The Vyne, als längste erhaltene die 52 m lange Long Gallery von Montacute House.
Mit dem Aufkommen des Palladianismus verschwand die Bauform der Long Gallery, an ihrer Stelle trat in der georgianischen Architektur der Salon. In manchen Herrenhäusern wurden die vorhandenen Long Galleries umgebaut und als Salon wie in Longleat oder wie in Chatsworth als Bibliothek genutzt.

## Beispiele für erhaltene Long Galleries
- Ashton Hall
- Blickling Hall
- Burghley House
- Ham House
- Hardwick Hall
- Lanhydrock House
- Montacute House
- Sudbury Hall
- Syon House
- The Vyne